# Менсей

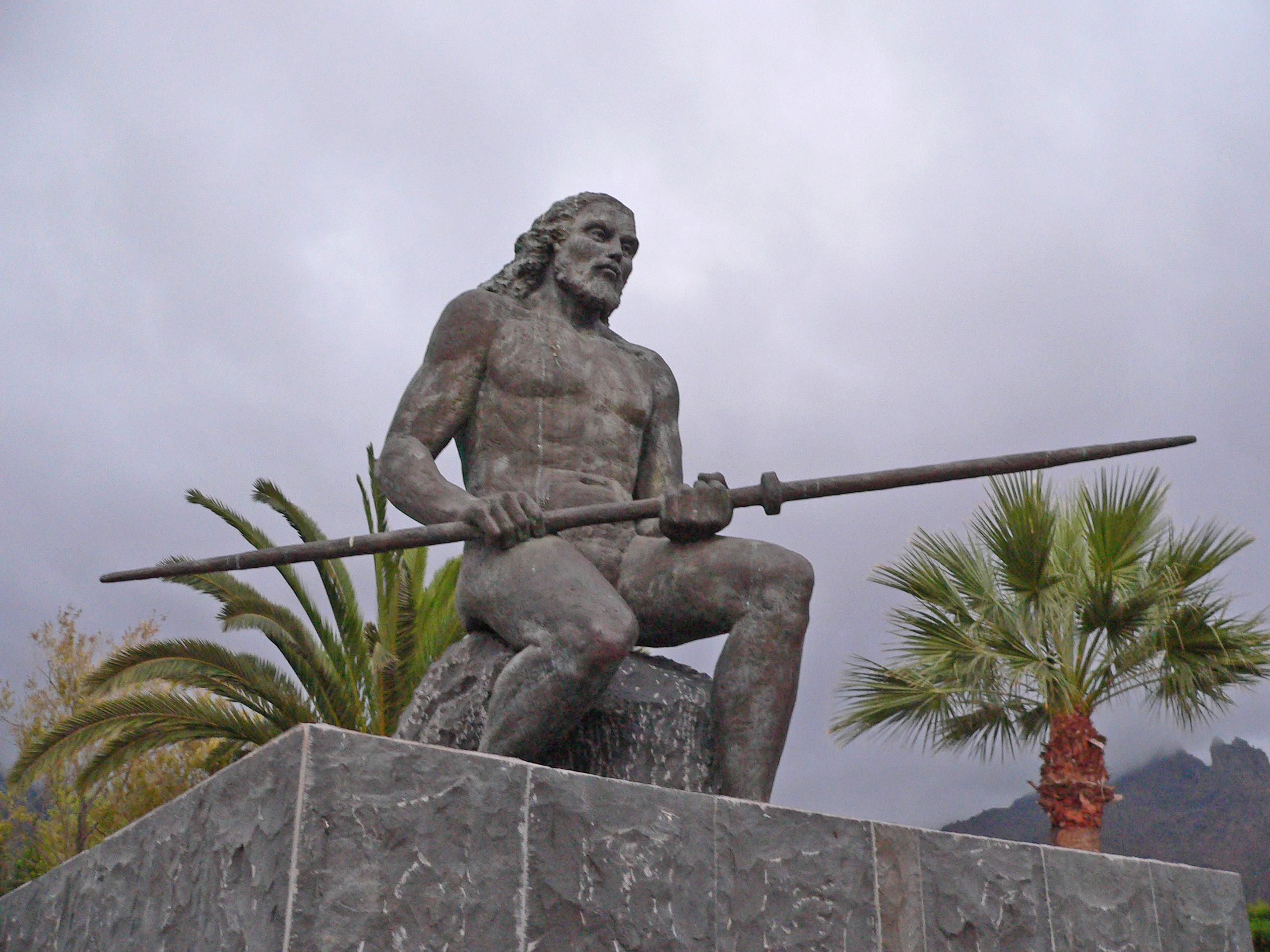
Статуя Тинерфе Великого в Адехе.

Менсей (исп. Mencey) — титул, обозначавший вождя гуанчей, коренного населения острова Тенерифе, до европейского завоевания. Хотя ранние историки переводили этот термин просто как «король», современные лингвистические исследования предполагают более точным значением «главный», «первый», «предшествующий». Для обозначения владений менсеев употреблялся термин menceyato, полученный из аборигенного слова mencey с помощью добавления кастильского суффикса -ato, используемого для обозначения юрисдикции.

## Социальный статус
Менсеи были высшим авторитетом иерархического общества гуанчей, обладая абсолютной властью в гражданских, религиозных и военных делах. Вся территория и её ресурсы находились в собственности менсея, который распределял их между населением с учетом социального статуса и оказываемых услуг.
Правопреемство было братским, то есть когда менсей умирал, наследовал его брат, и так далее до тех пор, пока по окончании боковой линии положение не возвращалось к старшему сыну первого брата. Когда менсей избирался, он присягал перед тагорором, собранием, состоящим из знати и старейшин. Во время церемонии избранный целовал кость старейшего представителя своего рода, хранившуюся для этой цели, а затем, положив кость себе на голову, клялся заботиться о племени, произнося: «Клянусь костью того дня, когда ты вырос вверх».
Менсеи сохраняли «чистоту крови», вступая в брак только с высшей островной знатью, порою доходя в этом стремлении до инбридинга.

## История

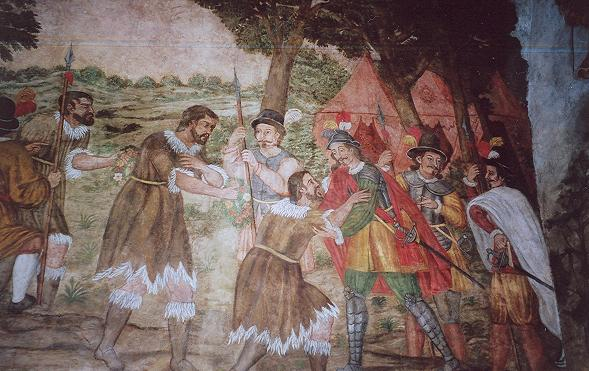
Встреча гуанчей с конкистадором Фернандесом де Луго. Фреска из здания аюнтамьенто Сан-Кристобаль-де-ла-Лагуна (Тенерифе)

Врач и историк Хуан Альфонсо Бетанкур описывает в своей «Истории народа гуанчей» целую династию до последнего короля острова Тинерфе по прозвищу Великий. Имя взято из устной традиции острова, и автор сам предупреждает, что оно более легендарное, чем реальное. Задолго до Тинерфе старейшим менсеем был Архинифе, свергнутый старейшиной Уканкой, основавшим новую династию. Его внуком был Бинишерк, женившийся на принцессе с Гран-Канарии. Спустя столетия появился воинственный Чиндия, пришедший к власти после победы над своими дядями. После смерти Чиндии остров был разделён между его братом Арменьиме и его сыном Винке, которые одновременно погибли в бою. Таким образом, наследником остался Бетценурига, хотя его дяди Табурко, Нага и Гоймар были коронованы своими провинциями Тено, Анага и Гюимар соответственно. Бетценурига победил своих дядей и в 1347 году стал единственным королем Тенерифе. Его сменил Титанье, который также оспаривал власть со своими братьями. Его сын Сунта победил братьев своего отца, которые утвердились как короли своих территорий. После смерти Сунты ему наследовал его сын Тинерфе по прозвищу Великий, после смерти которого его девять детей разделили остров на столько же королевств.
Девятью детьми последнего верховного менсея острова были Акаймо, Атгуаксонья, Атбитокаспе, Бетценуйя, Каконаймо, Чинканайро, Тегесте, Румен и Бенечаро. Потомки этих менсеев правили островом во время завоевания, и их звали Аньятерве, Аджонья, Пелинор, Бенкомо, Ромен, Пеликар, Тегесте, Акаймо и Бенехаро.
Как писал сопровождавший Жана де Бетанкура монах Ле Верьер, «Людей на Тенерифе много, и они очень сильны». По свидетельству венецианского моряка Альвизе де Ка да Мосто (Кадамосто, 1455 г.), «Гуанчи сильны в метании камней и обладают такой силой рук, что двумя-тремя ударами кулака разбивают вдребезги щит!» В 1494—1496 годах аборигены во главе с Бенехаро оказывали стойкое сопротивление завоевателям.
Тенерифе — последний канарский остров, завоёванный испанцами: это случилось в 1497 году, когда были взяты в плен последние менсеи Тенерифе. Туземные языки вышли из употребления в XVI веке, ныне разноплеменное население архипелага (гуанчи, нормандцы, гасконцы, испанцы, мориски, фламандцы, ирландцы) — почти на 100 % испаноязычно.
В 1502 году, после того, как остров был объявлен завоёванным, менсеято Адехе был воссоединён под правлением менсея Ичасагуа.

## Имена менсеев
Ономастика менсеев вызывает большие споры в канарской историографии. Первые исследователи, занимавшиеся историей Тенерифе, такие как монахи Алонсо де Эспиноса, Хуан Галиндо де Абреу и инженер Леонардо Торриани, говорили, что в их время — между 1590 и 1630 годами — в памяти потомков сохранились только имена первых менсеев Абона (Атгуаксонья), Адехе (Атбитокаспе), Гюимар (Акаймо) и Таоро (Бетценуйя). Современные историки считают, что остальные имена были придуманы поэтами Антонио де Виана и Хуаном Нуньесом де ла Пенья, которые написали свои произведения в 1604 и 1676 годах соответственно.
Единственные имена, подтвержденные современными источниками, — имена Бенкомо и Бентор, отца и сына, а также имена менсеев Таоро во время кастильского вторжения.